# Шумилов (Бершадский район)
Шумилов (укр. Шумилів, пол. Szumiłów) — село на Украине, находится в Бершадском районе Винницкой области.
Код КОАТУУ — 0520483009. Население по переписи 2001 года составляет 700 человек. Почтовый индекс — 24424. Телефонный код — 4352.
Занимает площадь 16,8 км².

## Адрес местного совета
24422, Винницкая область, Бершадский р-н, с. Маньковка, ул. Ленина, 2а